# Rhaptothyreidae
Rhaptothyreidae (лат.) — семейство морских нематод из монотипического отряда Rhaptothyreida (Enoplea). 2 вида.

## Распространение
Северная и Южная Атлантика, юго-восточный Тихий океан (на глубинах от 800 до 4600 м).

## Описание
Морские глубоководные круглые черви, рот отсутствует, поэтому трофический статус остаётся невыясненным. Длина от 3 до 12 мм. Ранее семейство Rhaptothyreidae включали в состав отряда морских нематод Marimermithida.
- Rhaptothyreus minor Riemann, 1993[5]
- Rhaptothyreus typicus Hope & Murphy, 1969[6]